# Fussballclub Wohlen 1904 2018-2019
Questa voce raccoglie le informazioni riguardanti il Fussballclub Wohlen 1904 nelle competizioni ufficiali della stagione 2018-2019.

## Stagione
Nella stagione 2018-2019 il Wohlen, allenato da Piu, Alessio Passerini e Thomas Jent, concluse il campionato di Promotion League al 15º posto. In Coppa Svizzera il Wohlen fu eliminato al secondo turno dal Wil.

## Rosa
| N. |                      | Ruolo | Calciatore        |
| -- | -------------------- | ----- | ----------------- |
| 7  | Italia (bandiera)    | A     | Thomas Schiavano  |
| 13 | Svizzera (bandiera)  | D     | Gianluca Calbucci |
| 21 | Svizzera (bandiera)  | D     | Edison Golaj      |
| 22 | Svizzera (bandiera)  | C     | Joël Richner      |
|    | Svizzera (bandiera)  | P     | Olivier Joos      |
|    | Svizzera (bandiera)  | P     | Ramon Koch        |
|    | Filippine (bandiera) | P     | Anthony Pinthus   |
|    | Italia (bandiera)    | P     | Davide Silano     |
|    | Svizzera (bandiera)  | P     | Dominik Stutzer   |
|    | Svizzera (bandiera)  | P     | Anthony von Arx   |
|    | Svizzera (bandiera)  | P     | Altin Xhemaili    |
|    | Svizzera (bandiera)  | D     | Jan Burkard       |
|    | Italia (bandiera)    | D     | Stefano Geri      |
|    | Serbia (bandiera)    | D     | Stefan Jovanović  |
|    | Svizzera (bandiera)  | D     | Leotrim Nitaj     |

| N. |                       | Ruolo | Calciatore        |
| -- | --------------------- | ----- | ----------------- |
|    | Kosovo (bandiera)     | D     | Dardan Pnishi     |
|    | Svizzera (bandiera)   | C     | Ensar Biqkaj      |
|    | Angola (bandiera)     | C     | Giovani Bamba     |
|    | Brasile (bandiera)    | C     | Guto              |
|    | Portogallo (bandiera) | C     | Joao Ferreira     |
|    | Italia (bandiera)     | C     | Liridon Mazreku   |
|    | Svizzera (bandiera)   | C     | Stefano Milani    |
|    | Francia (bandiera)    | C     | Marko Muslin      |
|    | Italia (bandiera)     | C     | Kevin Quintas     |
|    | Svizzera (bandiera)   | C     | Alain Schultz     |
|    | Svizzera (bandiera)   | C     | Muhamed Seferi    |
|    | Svizzera (bandiera)   | A     | Dölf Bieri        |
|    | Brasile (bandiera)    | A     | Giovanni La Rocca |
|    | Svizzera (bandiera)   | A     | Haris Samardzic   |
|    | Brasile (bandiera)    | A     | Victor Pelae      |

## Organigramma societario
Area tecnica
- Allenatore: Thomas Jent
- Allenatore in seconda:
- Preparatore dei portieri:
- Preparatori atletici:

## Calciomercato

### Sessione estiva
| Acquisti | Acquisti | Acquisti | Acquisti |
| R.       | Nome     | da       | Modalità |
| -------- | -------- | -------- | -------- |

| Cessioni | Cessioni | Cessioni | Cessioni |
| R.       | Nome     | a        | Modalità |
| -------- | -------- | -------- | -------- |

### Sessione invernale
| Acquisti | Acquisti | Acquisti | Acquisti |
| R.       | Nome     | da       | Modalità |
| -------- | -------- | -------- | -------- |

| Cessioni | Cessioni | Cessioni | Cessioni |
| R.       | Nome     | a        | Modalità |
| -------- | -------- | -------- | -------- |

## Risultati

### Promotion League
| Wohlen 4 agosto 2018, ore 17:30 CEST 1ª giornata | Wohlen | 0 – 0 referto | Bavois | Stadion Niedermatten (220 spett.)\| Arbitro: \| Borra \| |
| Arbitro:                                         | Borra  |               |        |                                                          |

| Arbitro: | Jancevski |

|                                          |           |  |
| Chentouf 11’ (rig.), 38’, 46’ Mobulu 90’ | Marcatori |  |

| Arbitro: | Odiet |

|                            |           |                                                      |
| Nsiala 66’, 90’ Seferi 90’ | Marcatori | 13’, 51’ Ndongo 40’ Laugeois 45’ Parapar 58’ Bavueza |

| Arbitro: | von Mandach |

|                      |           |                                    |
| Pozder 13’ Causi 75’ | Marcatori | 3’ Seferi 26’ Calbucci 32’ Schultz |

| Arbitro: | Thies |

|              |           |                                        |
| Calbucci 90’ | Marcatori | 7’, 25’ Šabanović 28’ Eberle 54’ Shala |

| La Chaux-de-Fonds 1º settembre 2018, ore 16:00 CEST 6ª giornata | La Chaux-de-Fonds | 0 – 0 referto | Wohlen | Stadio di la Charrière (160 spett.)\| Arbitro: \| Turkes \| |
| Arbitro:                                                        | Turkes            |               |        |                                                             |

| Arbitro: | Schärli |

|            |           |                                      |
| Seferi 42’ | Marcatori | 11’, 54’ Herger 13’, 79’ Jakovljević |

| Arbitro: | Ghisletta |

|                                 |           |                                              |
| Guto 32’, 59’ (rig.) Seferi 43’ | Marcatori | 2’, 90’ (rig.) Franjic 39’ Tugal 63’ Boillat |

| Arbitro: | Ovcharov |

|              |           |                             |
| Philippe 29’ | Marcatori | 21’ (rig.), 90’ (rig.) Guto |

| Arbitro: | Gianforte |

|                              |           |               |
| Guto 27’ Rocca 55’ Bieri 62’ | Marcatori | 71’ Gubinelli |

| Arbitro: | Rosset |

|                          |           |            |
| Kamberi 10’ Krasniqi 61’ | Marcatori | 58’ Muslin |

| Arbitro: | von Mandach |

|            |           |            |
| Nsiala 43’ | Marcatori | 66’ Murina |

| Arbitro: | Piccolo |

|                                             |           |                            |
| Magnetti 5’ Stojanov 83’ (rig.) Felitti 90’ | Marcatori | 24’ (rig.) Guto 69’ Seferi |

| Arbitro: | Rosset |

|                     |           |                     |
| Guto 12’ Nsiala 48’ | Marcatori | 51’ Eleouet 79’ Bud |

| Berna 3 novembre 2018, ore 16:00 CET 15ª giornata | Breitenrain  | 0 – 0 referto | Wohlen | Stadio Spitalacker (250 spett.)\| Arbitro: \| Superczynski \| |
| Arbitro:                                          | Superczynski |               |        |                                                               |

| Arbitro: | Roth |

|              |           |            |
| Gauthier 58’ | Marcatori | 68’ Pnishi |

| Arbitro: | Piccolo |

|              |           |                                                   |
| Franzese 51’ | Marcatori | 7’, 53’ Chentouf 58’ Delley 71’ Fargues 86’ Guzel |

| Arbitro: | Dégallier |

|                              |           |                   |
| Lahiouel 16’, 69’ Geiser 90’ | Marcatori | 4’, 49’ Schiavano |

| Arbitro: | Huber |

|           |           |                        |
| Bieri 33’ | Marcatori | 11’ Eschmann 77’ Causi |

| Arbitro: | Turkes |

|                                   |           |                |
| Šabanović 35’ Huber 48’ Shala 81’ | Marcatori | 83’, 90’ Pelae |

| Arbitro: | Gianforte |

|            |           |            |
| Muslin 35’ | Marcatori | 54’ Ocakli |

| Cham 30 marzo 2019, ore 16:00 CET 22ª giornata | Cham      | 0 – 0 referto | Wohlen | Stadio Eizmoos (480 spett.)\| Arbitro: \| Gianforte \| |
| Arbitro:                                       | Gianforte |               |        |                                                        |

| Arbitro: | Hänggi |

|             |           |                                              |
| Morelli 40’ | Marcatori | 44’ Geri 45’ Schiavano 89’ Pelae 90’ Schultz |

| Arbitro: | Kanagasingam |

|            |           |                                   |
| Muslin 12’ | Marcatori | 28’ Costa 67’ Itaitinga 88’ Khasa |

| Arbitro: | Piccolo |

|                  |           |          |
| Conus 54’ (rig.) | Marcatori | 14’ Guto |

| Arbitro: | Odiet |

|                             |           |            |
| Samardzic 38’ Schiavano 81’ | Marcatori | 67’ Binous |

| Münsingen 5 maggio 2019, ore 14:00 CEST 27ª giornata | Münsingen | 0 – 0 referto | Wohlen | Sportanlage Sandreutenen (300 spett.)\| Arbitro: \| Ghisletta \| |
| Arbitro:                                             | Ghisletta |               |        |                                                                  |

| Arbitro: | Bannwart |

|  |           |                       |
|  | Marcatori | 42’ Russo 84’ Felitti |

| Arbitro: | Huber |

|                         |           |  |
| De Pierro 60’ Pacar 66’ | Marcatori |  |

| Wohlen 25 maggio 2019, ore 16:00 CEST 30ª giornata      | Wohlen    | 2 – 0 referto | Breitenrain | Stadion Niedermatten (250 spett.) |
| \| \| \| \| \| Schultz 63’ Rocca 76’ \| Marcatori \| \| |           |               |             |                                   |
|                                                         |           |               |             |                                   |
| Schultz 63’ Rocca 76’                                   | Marcatori |               |             |                                   |

### Coppa Svizzera
| Arbitro: | Roth |

|                                     |           |                                   |
| Jungo 60’ Pradervand 68’ Gerber 94’ | Marcatori | 23’ Schultz 47’, 96’, 103’ Nsiala |

| Arbitro: | Cibelli |

|  |           |                |
|  | Marcatori | 39’ Cortelezzi |

## Statistiche

### Statistiche di squadra
| Competizione     | Punti | In casa | In casa | In casa | In casa | In casa | In casa | In trasferta | In trasferta | In trasferta | In trasferta | In trasferta | In trasferta | Totale | Totale | Totale | Totale | Totale | Totale | DR  |
| Competizione     | Punti | G       | V       | N       | P       | Gf      | Gs      | G            | V            | N            | P            | Gf           | Gs           | G      | V      | N      | P      | Gf     | Gs     | DR  |
| ---------------- | ----- | ------- | ------- | ------- | ------- | ------- | ------- | ------------ | ------------ | ------------ | ------------ | ------------ | ------------ | ------ | ------ | ------ | ------ | ------ | ------ | --- |
| Promotion League | 28    | 15      | 3       | 4       | 8       | 22      | 35      | 15           | 3            | 6            | 6            | 18           | 23           | 30     | 6      | 10     | 14     | 40     | 58     | -18 |
| Coppa Svizzera   | -     | 1       | 0       | 0       | 1       | 0       | 1       | 1            | 1            | 0            | 0            | 4            | 3            | 2      | 1      | 0      | 1      | 4      | 4      | 0   |
| Totale           | 28    | 16      | 3       | 4       | 9       | 22      | 36      | 16           | 4            | 6            | 6            | 22           | 26           | 32     | 7      | 10     | 15     | 44     | 62     | -18 |

### Andamento in campionato
| Giornata  | 1 | 2  | 3  | 4  | 5  | 6  | 7  | 8  | 9  | 10 | 11 | 12 | 13 | 14 | 15 | 16 | 17 | 18 | 19 | 20 | 21 | 22 | 23 | 24 | 25 | 26 | 27 | 28 | 29 | 30 |
| --------- | - | -- | -- | -- | -- | -- | -- | -- | -- | -- | -- | -- | -- | -- | -- | -- | -- | -- | -- | -- | -- | -- | -- | -- | -- | -- | -- | -- | -- | -- |
| Luogo     | C | T  | C  | T  | C  | T  | C  | C  | T  | C  | T  | C  | T  | C  | T  | T  | C  | T  | C  | T  | C  | T  | T  | C  | T  | C  | T  | C  | T  | C  |
| Risultato | N | P  | P  | V  | P  | N  | P  | P  | V  | V  | P  | N  | P  | N  | N  | N  | P  | P  | P  | P  | N  | N  | V  | P  | N  | V  | N  | P  | P  | V  |
| Posizione | 8 | 14 | 16 | 12 | 13 | 12 | 13 | 15 | 12 | 11 | 14 | 13 | 14 | 14 | 14 | 13 | 14 | 15 | 15 | 15 | 15 | 15 | 14 | 15 | 15 | 14 | 14 | 15 | 15 | 15 |

Legenda:

Luogo: C = Casa; T = Trasferta. Risultato: V = Vittoria; N = Pareggio; P = Sconfitta.

### Statistiche dei giocatori
| Giocatore     | Promotion League | Promotion League | Promotion League | Promotion League | Coppa Svizzera | Coppa Svizzera | Coppa Svizzera | Coppa Svizzera | Totale   | Totale | Totale      | Totale     |
| Giocatore     | Presenze         | Reti             | Ammonizioni      | Espulsioni       | Presenze       | Reti           | Ammonizioni    | Espulsioni     | Presenze | Reti   | Ammonizioni | Espulsioni |
| ------------- | ---------------- | ---------------- | ---------------- | ---------------- | -------------- | -------------- | -------------- | -------------- | -------- | ------ | ----------- | ---------- |
| G. Bamba      | 6                | 0                | 0                | 0                | 0              | 0              | 0              | 0              | 6        | 0      | 0           | 0          |
| D. Bieri      | 25               | 2                | 4                | 0                | 2              | 0              | 0              | 0              | 27       | 2      | 4           | 0          |
| E. Biqkaj     | 7                | 0                | 0                | 0                | 1              | 0              | 0              | 0              | 8        | 0      | 0           | 0          |
| J. Burkard    | 6                | 0                | 2                | 0                | 1              | 0              | 0              | 0              | 7        | 0      | 2           | 0          |
| G. Calbucci   | 26               | 2                | 6                | 0                | 2              | 0              | 1              | 0              | 28       | 2      | 7           | 0          |
| J. Ferreira   | 18               | 0                | 2                | 0                | 2              | 0              | 0              | 0              | 20       | 0      | 2           | 0          |
| G. Franzese   | 8                | 1                | 1                | 0                | 1              | 0              | 0              | 0              | 9        | 1      | 1           | 0          |
| S. Geri       | 25               | 1                | 4                | 1                | 2              | 0              | 1              | 0              | 27       | 1      | 5           | 1          |
| E. Golaj      | 1                | 0                | 0                | 0                | 0              | 0              | 0              | 0              | 1        | 0      | 0           | 0          |
| G. Guto       | 25               | 8                | 5                | 0                | 1              | 0              | 1              | 0              | 26       | 8      | 6           | 0          |
| O. Joos       | 20               | 0                | 0                | 0                | 1              | 0              | 0              | 0              | 21       | 0      | 0           | 0          |
| S. Jovanović  | 10               | 0                | 1                | 0                | 0              | 0              | 0              | 0              | 10       | 0      | 1           | 0          |
| R. Koch       | 0                | 0                | 0                | 0                | 0              | 0              | 0              | 0              | 0        | 0      | 0           | 0          |
| M. Marjanovič | 2                | 0                | 0                | 1                | 0              | 0              | 0              | 0              | 2        | 0      | 0           | 1          |
| L. Mazreku    | 0                | 0                | 0                | 0                | 0              | 0              | 0              | 0              | 0        | 0      | 0           | 0          |
| S. Milani     | 28               | 0                | 3                | 0                | 2              | 0              | 1              | 0              | 30       | 0      | 4           | 0          |
| M. Muslin     | 23               | 3                | 2                | 0                | 0              | 0              | 0              | 0              | 23       | 3      | 2           | 0          |
| L. Nitaj      | 26               | 0                | 6                | 1                | 2              | 0              | 2              | 0              | 28       | 0      | 8           | 1          |
| J. Nsiala     | 16               | 4                | 0                | 1                | 2              | 3              | 1              | 0              | 18       | 7      | 1           | 1          |
| V. Pelae      | 10               | 3                | 1                | 0                | 0              | 0              | 0              | 0              | 10       | 3      | 1           | 0          |
| A. Pinthus    | 1                | 0                | 0                | 0                | 0              | 0              | 0              | 0              | 1        | 0      | 0           | 0          |
| D. Pnishi     | 2                | 1                | 0                | 0                | 0              | 0              | 0              | 0              | 2        | 1      | 0           | 0          |
| K. Quintas    | 15               | 0                | 3                | 0                | 2              | 0              | 1              | 0              | 17       | 0      | 4           | 0          |
| J. Richner    | 5                | 0                | 0                | 1                | 0              | 0              | 0              | 0              | 5        | 0      | 0           | 1          |
| G. Rocca      | 27               | 2                | 3                | 1                | 2              | 0              | 0              | 0              | 29       | 2      | 3           | 1          |
| H. Samardzic  | 8                | 1                | 0                | 0                | 0              | 0              | 0              | 0              | 8        | 1      | 0           | 0          |
| T. Schiavano  | 13               | 4                | 3                | 0                | 0              | 0              | 0              | 0              | 13       | 4      | 3           | 0          |
| A. Schultz    | 18               | 3                | 3                | 0                | 1              | 1              | 0              | 0              | 19       | 4      | 3           | 0          |
| M. Seferi     | 24               | 5                | 4                | 0                | 2              | 0              | 0              | 0              | 26       | 5      | 4           | 0          |
| D. Silano     | 0                | 0                | 0                | 0                | 0              | 0              | 0              | 0              | 0        | 0      | 0           | 0          |
| D. Stutzer    | 10               | 0                | 1                | 0                | 1              | 0              | 0              | 0              | 11       | 0      | 1           | 0          |
| O. Teke       | 3                | 0                | 1                | 0                | 1              | 0              | 0              | 0              | 4        | 0      | 1           | 0          |
| Y. Wiget      | 12               | 0                | 1                | 0                | 0              | 0              | 0              | 0              | 12       | 0      | 1           | 0          |
| A. Xhemaili   | 0                | 0                | 0                | 0                | 0              | 0              | 0              | 0              | 0        | 0      | 0           | 0          |
| F. de Sousa   | 4                | 0                | 0                | 0                | 1              | 0              | 0              | 0              | 5        | 0      | 0           | 0          |
| A. von Arx    | 0                | 0                | 0                | 0                | 0              | 0              | 0              | 0              | 0        | 0      | 0           | 0          |